# Željko Bajčeta
Željko Bajčeta (Nikšić, 20 aprile 1963) è un ex calciatore jugoslavo, di ruolo attaccante.